# Jan de Witte

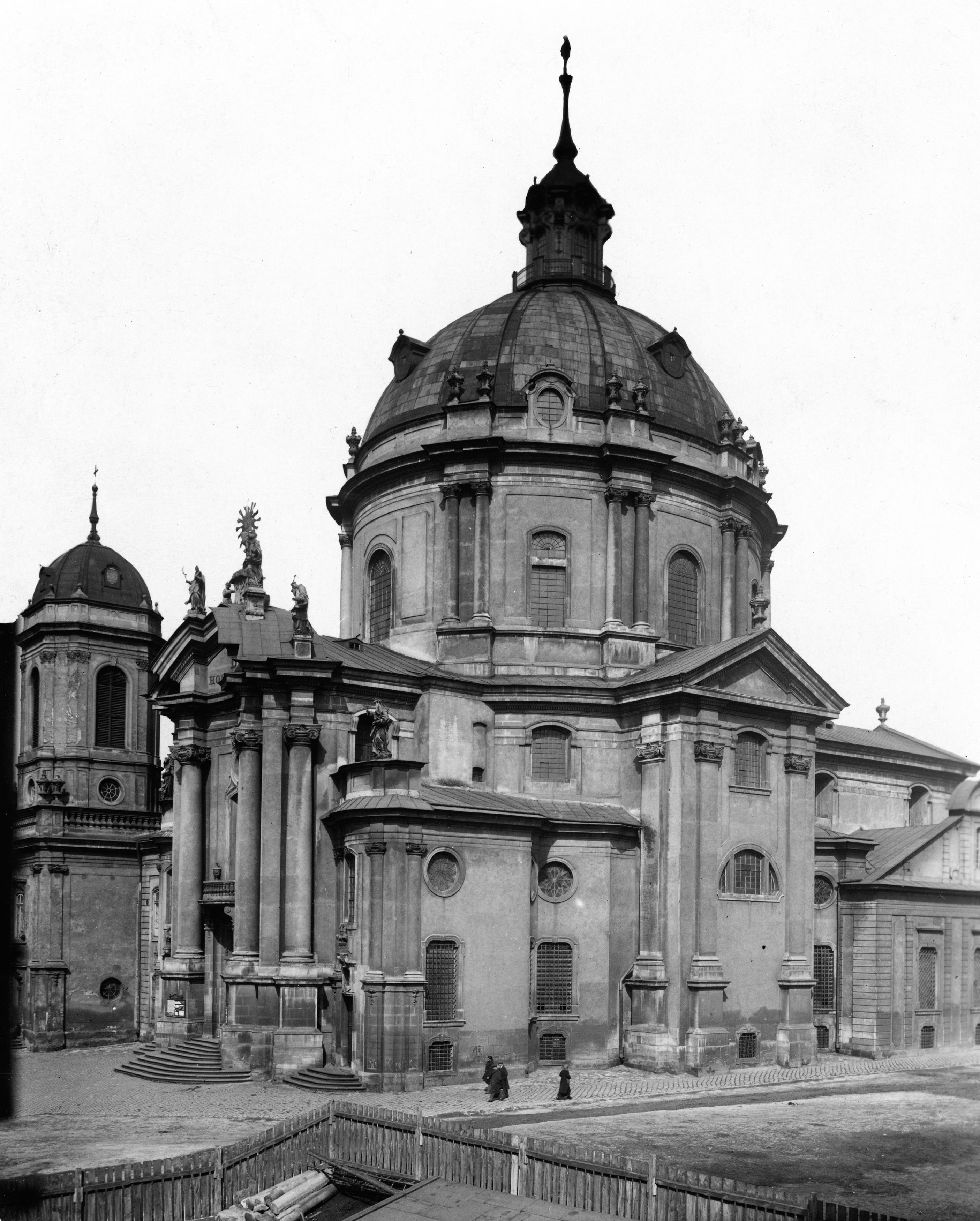
Dominikanerkirche, Lemberg (1928).

Jan de Witte oder Witt (angeblich * 8. Juli 1709 bei Poltawa; † 22. Dezember 1785 in Kamjanez-Podilskyj, beides Ukraine) war ein polnischer Architekt des Spätbarocks und Generalleutnant der Kronarmee.

## Herkunft und Ausbildung

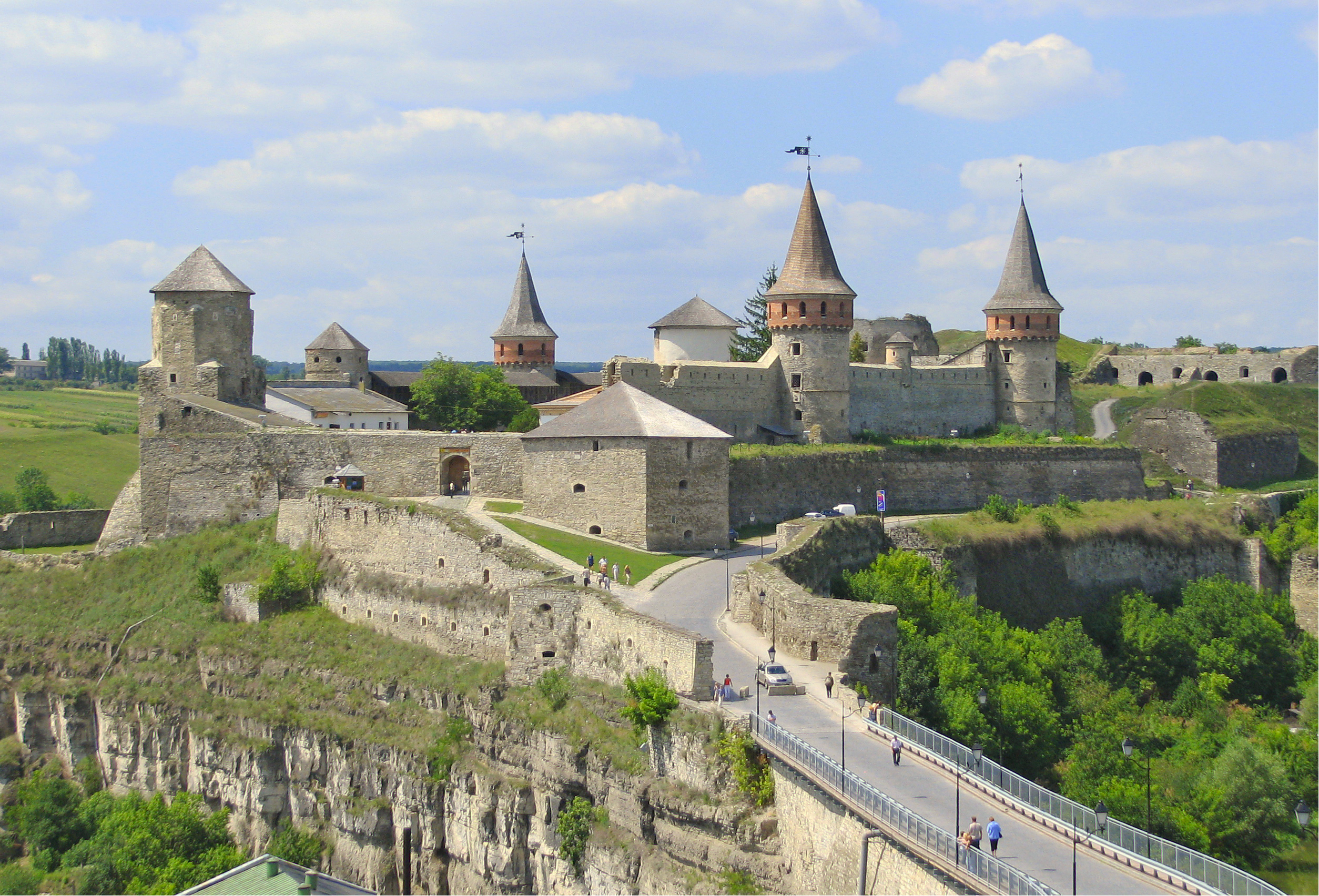
Festung Kamjanez-Podilskyj.

Witte glaubte, vom niederländischen Staatsmann und Mathematiker Johan de Witt (1625–1672) abzustammen. Der Vater war russischer Offizier, ein Bruder desselben protestantischer Propst im ostpreußischen Marienwerder (heute Kwidzyn). Jans unbekannte, offenbar früh verstorbene Mutter soll ihn am Tag der Schlacht bei Poltawa im Heerlager des siegreichen Peters des Großen geboren haben. Der Vater trat später in polnische Dienste und nahm den römisch-katholischen Glauben an. Jan wuchs in Kamjanez-Podilskyj auf, der größten Festung Polen-Litauens und Hauptstadt der Woiwodschaft Podolien. Dort bekam er eine Stiefmutter armenischer Herkunft namens Konstancja, die dem Vater nochmals zwei Söhne gebar.
Nach dem Besuch des Jesuitenkollegiums trat er 1726 als Kadett in das königliche Artilleriekorps ein. Sein künstlerisches Talent wie seine Karriere dürften vom Dichter Wacław Rzewuski gefördert worden sein, der 1734–1737 Kommandant von Kamjanez und später Woiwode von Podolien und Feldhetman der polnischen Krone war. Als frischgebackener Hauptmann heiratete Witte um 1735 Marianna Lubońska (1705–1780), mit der er fünf Kinder hatte.

## Architektonisches Werk

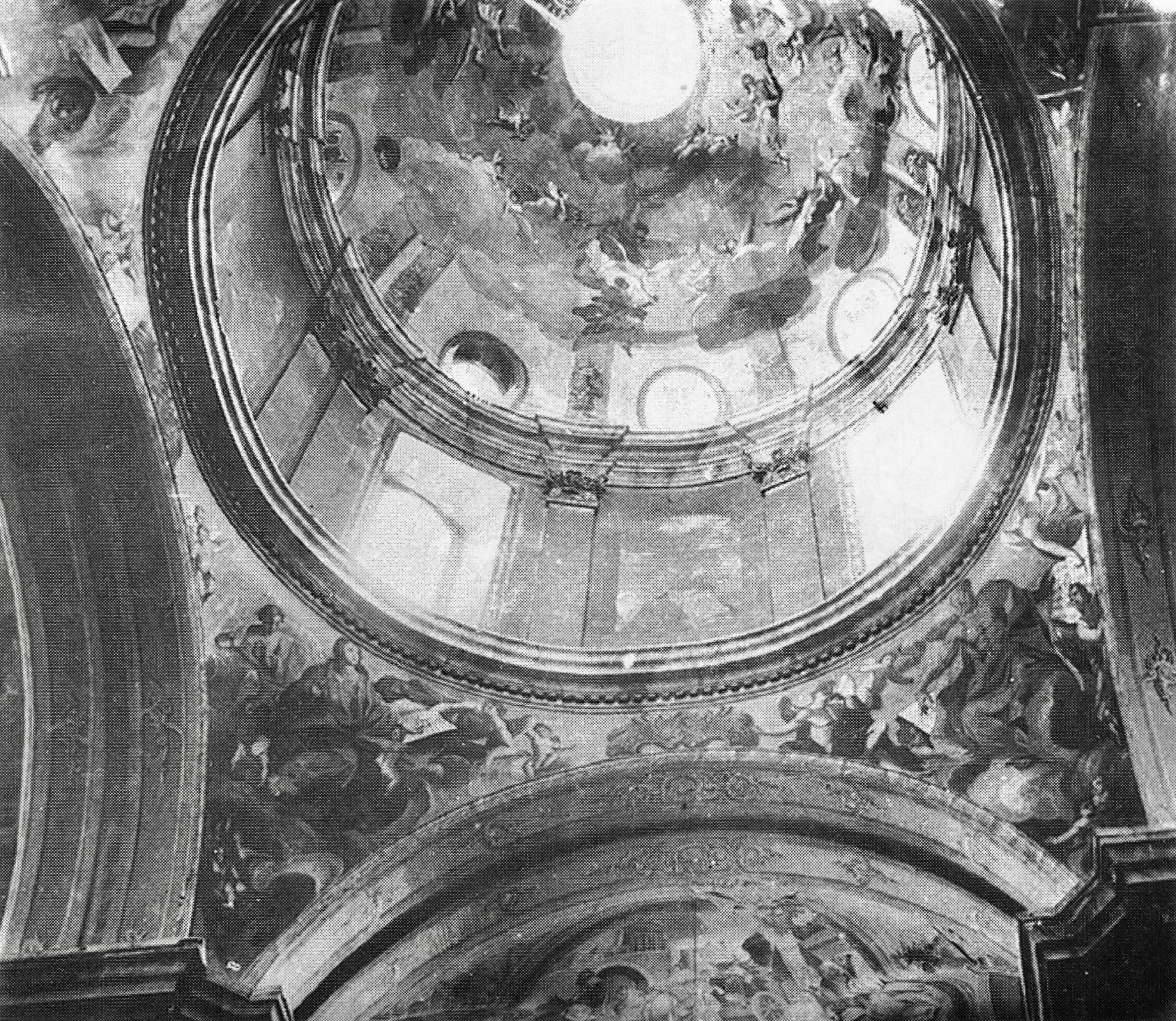
Karmelitenkirche Berdytschiw: Kuppel (vor 1918).

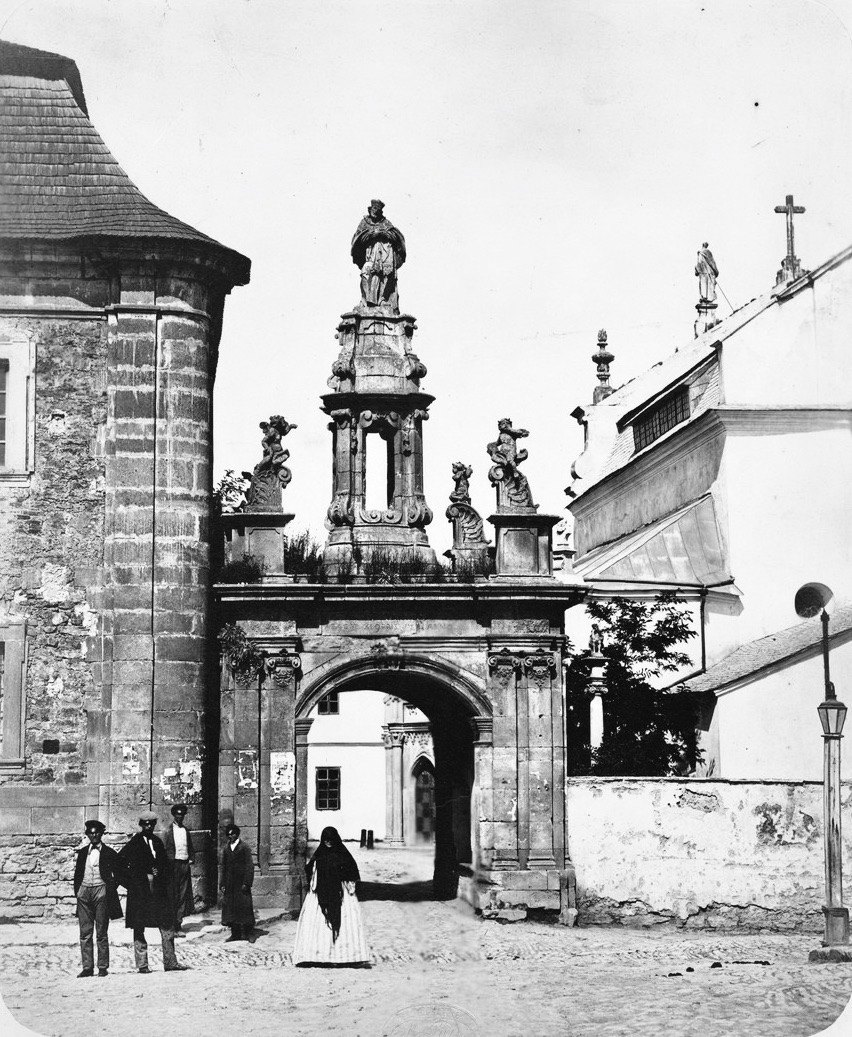
Triumphbogen für König Stanisław August, Kamjanez-Podilskyj (vor 1861).

Wittes Biograf Zbigniew Hornung (1903–1981) glaubte, der junge Offizier habe Prag, Wien, Venedig und Paris besuchen können. Daneben beschaffte er sich ausländische Fachliteratur. Laut der Grabschrift, die ihm Artilleriechef Alois Friedrich von Brühl widmete, huldigte Witte der Minerva (Wissenschaft) ebenso wie der Muse (Kunst). Die Ausführung seiner Werke aber überließ er anderen.
Anfang und Höhepunkt seines Œuvres aus 18 Kirchen sowie Palästen und Gutshöfen bilden die Gotteshäuser des befestigten Karmelitenklosters im wolhynischen Berdytschiw (1737–1754) und des Dominikanerklosters Corpus Christi im ruthenischen Lemberg (1744–1764), beides in der heutigen Ukraine. Nach Wittes eigenen Angaben wurden die Pläne für die Dominikanerkirche nach Rom gesandt und erhielten den Beifall dortiger Architekten. Hornung schreibt:

„(…) der erstaunenswerten Originalität ihres künstlerischen Konzepts wegen könnte die Dominikanerkirche von Lemberg leicht in eine der großen Hauptstädte des katholischen Europas, eingeschlossen Paris und Rom, versetzt werden (…)“

In Lemberg und Umgebung wirkten zu Wittes Lebzeiten noch andere bedeutende Architekten wie Bernard Meretyn (griechisch-katholische Sankt-Georgs-Kathedrale, Lemberg), Gottfried Hoffmann (Mariä-Entschlafens-Kathedrale, Potschajiw) und Paolo Fontana. Stefan Ittar dürfte dort seine erste Ausbildung erhalten haben, bevor er über Rom nach Catania und Malta auswanderte.

## Militärische Karriere
1751 wurde Witte Major, 1754 Oberstleutnant, 1762 Oberst. Er trug maßgeblich zur Verschönerung von Kamjanez bei. So soll er die Fassade der Kathedrale umgestaltet haben. Er konnte dieser aber keine Tiefe verleihen, da ihr ein Minarett vorgebaut ist, das 1756 zur Mariensäule umfunktioniert wurde. Für Fürst Stanisław Lubomirski entwarf er dessen Palast in Lemberg (1763–1767). Von König Stanisław August wurde er 1767 zum Generalmajor befördert, 1768 nobilitiert und zum Kommandanten der Festung Kamjanez mit ihren rund tausend Mann Besatzung ernannt.
In der Folge hielt er Kamjanez gegen die Truppen der aufständischen Konföderation von Bar, verschloss dessen Tore aber auch den verbündeten Russen unter General Pjotr Apraxin. Bei der ersten Teilung Polens im Jahr 1772 blieb Podolien Teil der Rzeczpospolita, während Lemberg Hauptstadt des österreichischen Königreichs Galizien und Lodomerien wurde (mit dem Lubomirski-Palast als Sitz des Gouverneurs). 1773 war Witte entschlossen, Kaiser Joseph II. als Geisel zu nehmen, wenn dieser bei der Inspektion der annektierten Gebiete inkognito Kamjanez betreten sollte. Im selben Jahr erhielt er den Sankt-Stanislaus-Orden. Er zeichnete religiöse Gebäude für den russischen Oberkommandierenden im Russisch-Türkischen Krieg, Pjotr Rumjanzew. Auch unterhielt er eine ausgedehnte Korrespondenz mit den Paschas der angrenzenden Besitzungen des Osmanischen Reiches – Gebiete, die Russland und Österreich als Nächstes unter sich aufteilen wollten.
Witte zugeschrieben wird der in den 1780er Jahren errichtete Palast des Fürsten Lubomirski im wolhynischen Riwne. Anzunehmen ist seine Autorschaft auch beim Triumphbogen in Kamjanez, der an den Besuch Stanisław Augusts im Jahre 1781 erinnert. Der König machte Witte damals zum Generalleutnant. Für den Bau neuer Kasernen in Kamjanez dagegen zog man ihm Major Stanisław Zawadzki vor, der an der Accademia di San Luca in Rom studiert hatte. Dieser wurde jedoch 1783 aus der Armee ausgeschlossen, nachdem ihm sein Mitarbeiter Hilary Szpilowski Konstruktionsfehler vorgeworfen hatte.
1784 finanzierte Witte den Start einer Montgolfière in Kamjanez. Die numismatische Sammlung des Generals, die sein Sohn Józef (1739–1815) 1787 mit Stanisław August gegen Schmuck für seine Frau tauschte, bildete den Grundstock des königlichen Münzkabinetts in Warschau.

## Femme fatale als Schwiegertochter

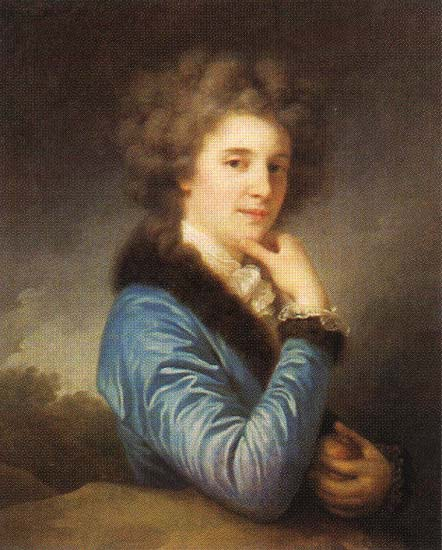
Giovanni Battista Lampi: Zofia Wittowa als Siegreiche Venus, 1788/89 Petersburg.

Der in Wien und Frankreich ausgebildete Artilleriemajor Józef de Witte hatte 1779 von Fürst Marcin Lubomirski das einzige Grenadierregiment der Kronarmee (ein in Kamjanez stationiertes schwaches Bataillon) gekauft. Kurz darauf hatte er die griechische Kurtisane Zofia Glavani (1760–1822) geheiratet, welche dem Diplomaten Karol Boscamp-Lasopolski aus Istanbul nach Polen gefolgt war. Sein Vater erfuhr von der Mesalliance erst im Nachhinein, doch gelang es Zofia, auch ihn für sich einzunehmen, indem sie jene Demut an den Tag legte, „welche Männerherzen bei weiblichen Schönheiten so breiweich zu machen pflegt“.
Julian Ursyn Niemcewicz schilderte 1780 neben Wittes Schwiegertochter auch diesen selber: „Klein von Gestalt; schwarz im Gesicht, vernünftig, gerissen, sogar von der Wissenschaft beleckt.“
1781/82 führte der stolze Gatte Zofia, die sich als Angehörige des Kaiserhauses von Trapezunt ausgab, nach Warschau, Berlin, Spa, Paris und Wien, wo sie eine Attraktion der Salons bildete und Stanisław August, Friedrich II., Joseph II. und Marie-Antoinette vorgestellt wurde. Der König selbst überbrachte Witte die Nachricht von der Geburt seines Enkels Jan (1781–1840) in Paris.
Nachdem Witte 1785 gestorben war, wurde Józef sein Nachfolger als Kommandant von Kamjanez. Zofia aber floh am Vorabend des Russisch-Österreichischen Türkenkriegs (1787–1792) nach Istanbul. Bald darauf wurde sie Mätresse des russischen Feldherrn Grigori Potjomkin (1739–1791). Ihr mit dem Rang eines Generalleutnants verabschiedeter Gatte trat in russische Dienste und erhielt das Oberkommando über Cherson (Ukraine).
Nach Potjomkins Tod liierte Zofia sich mit dem reichsten Magnaten Polen-Litauens, Szczęsny Potocki (1751–1805), der maßgeblich dazu beitrug, dass sein Vaterland 1792 von Russland besetzt wurde und 1795 von der Landkarte verschwand. Sie zog in den klassizistischen Palast in Tultschyn (Ukraine) ein, den Potocki sich von Joseph Lacroix hatte entwerfen lassen. Die Annullierung der beiderseitigen Ehen ließ sich erkaufen, so dass Szczęsny Zofia 1798 heiraten konnte. Als Geschenk für sie ließ er Artilleriehauptmann Ludwik Metzel den Landschaftspark Sofijiwka bei Uman (Ukraine) anlegen. Sie betrog ihn jedoch mit seinem spielsüchtigen Sohn Jerzy (1776–1809) und trieb ihn in den Wahnsinn.
Dass Zofia eine Spionin war, wie ein Fernsehfilm behauptet, ist eine Erfindung. Hingegen verriet ihr Sohn Jan de Witte, der aus russischen vorübergehend in französische Dienste wechselte, als Doppelagent die Pläne für Napoleons Russlandfeldzug. Der spätere General der Kavallerie ließ Balzacs Schwägerin Karolina Sobańska (seine Geliebte) die Dichter Alexander Puschkin und Adam Mickiewicz bespitzeln und war er an der Niederschlagung des Dekabristenaufstands von 1825 sowie des Novemberaufstands von 1830/31 beteiligt. Er errichtete das neugotische Palais Witte (Палац Вітта) in Odessa.

## Galerie

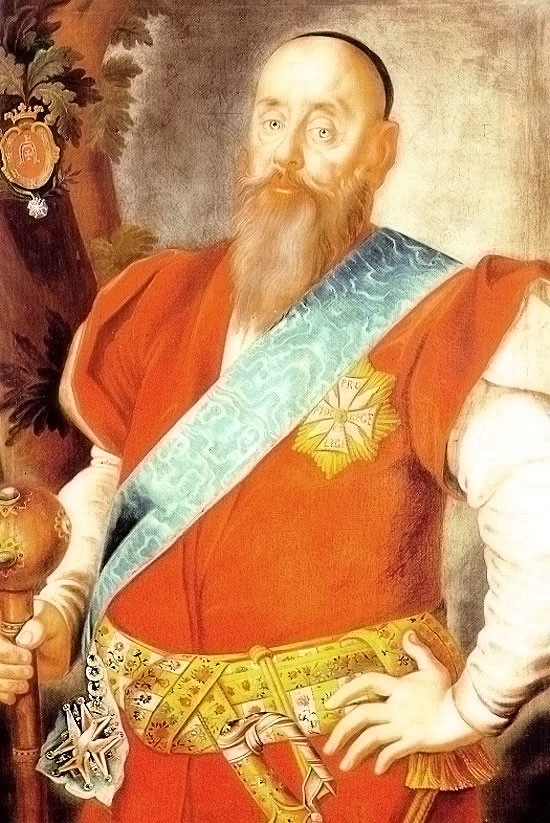
Wittes Förderer Wacław Rzewuski.
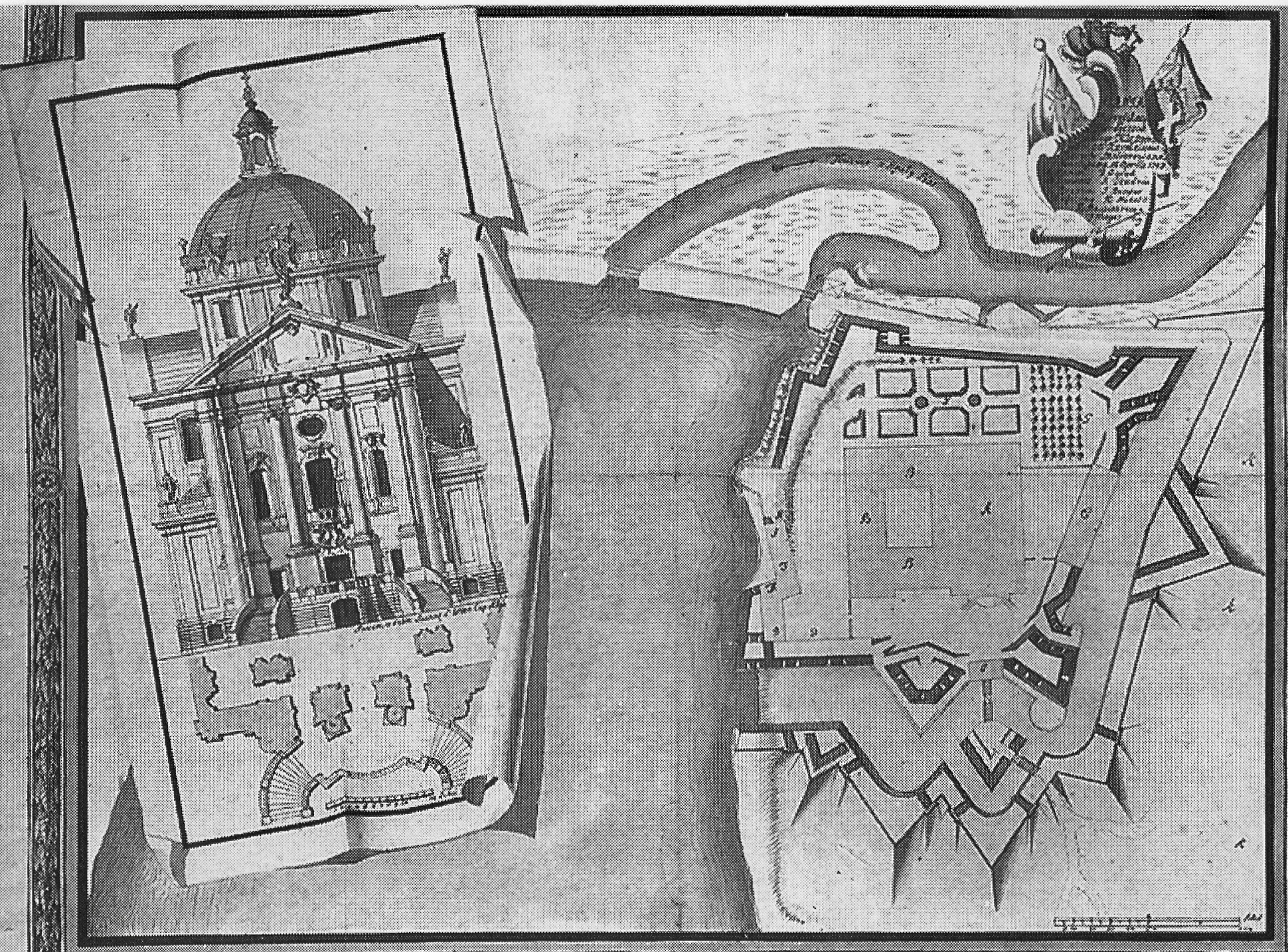
Jan de Witte: Plan des Karmelitenklosters, Berdytschiw.
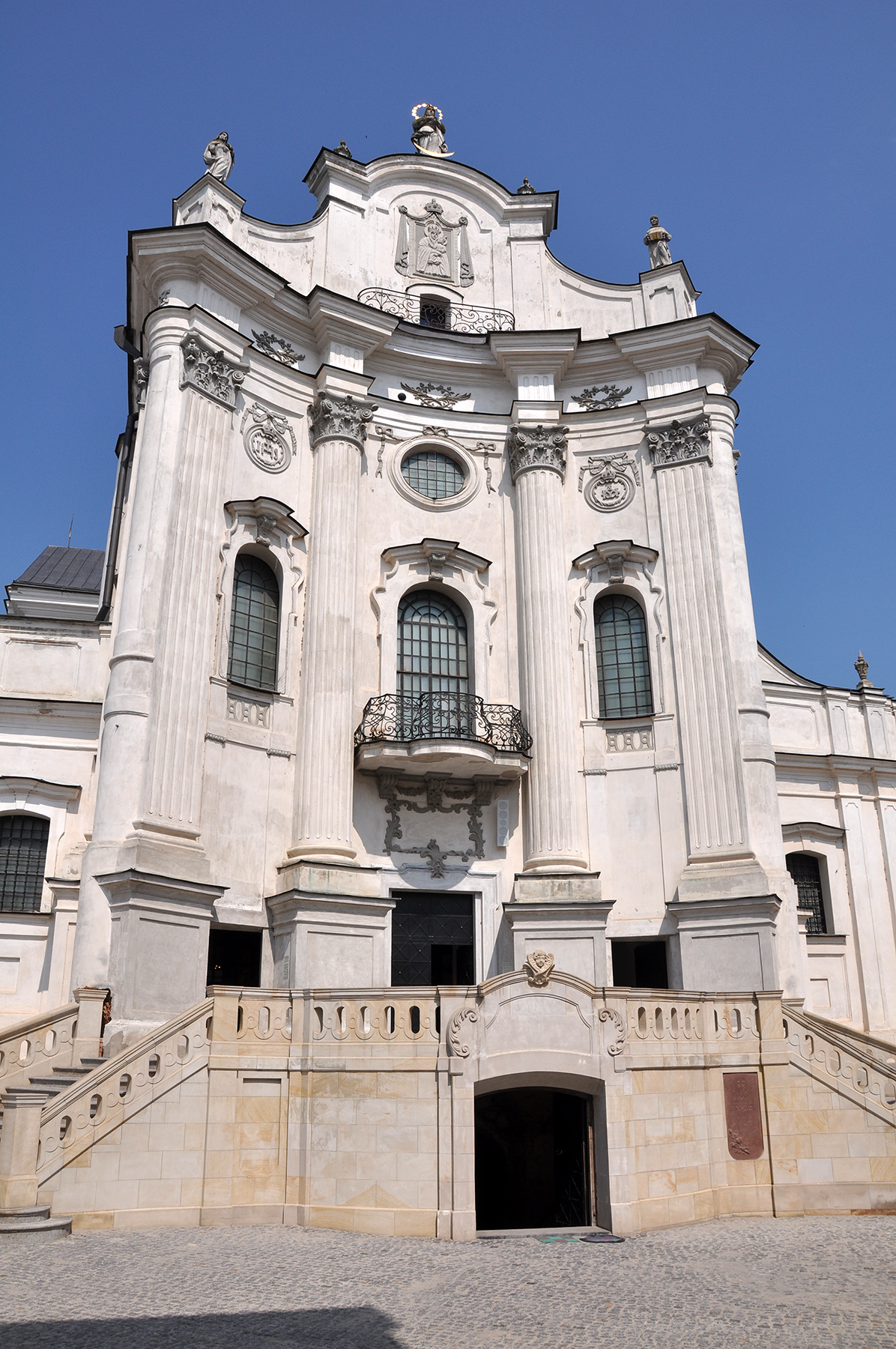
Karmelitenkirche, Berdytschiw: Fassade.
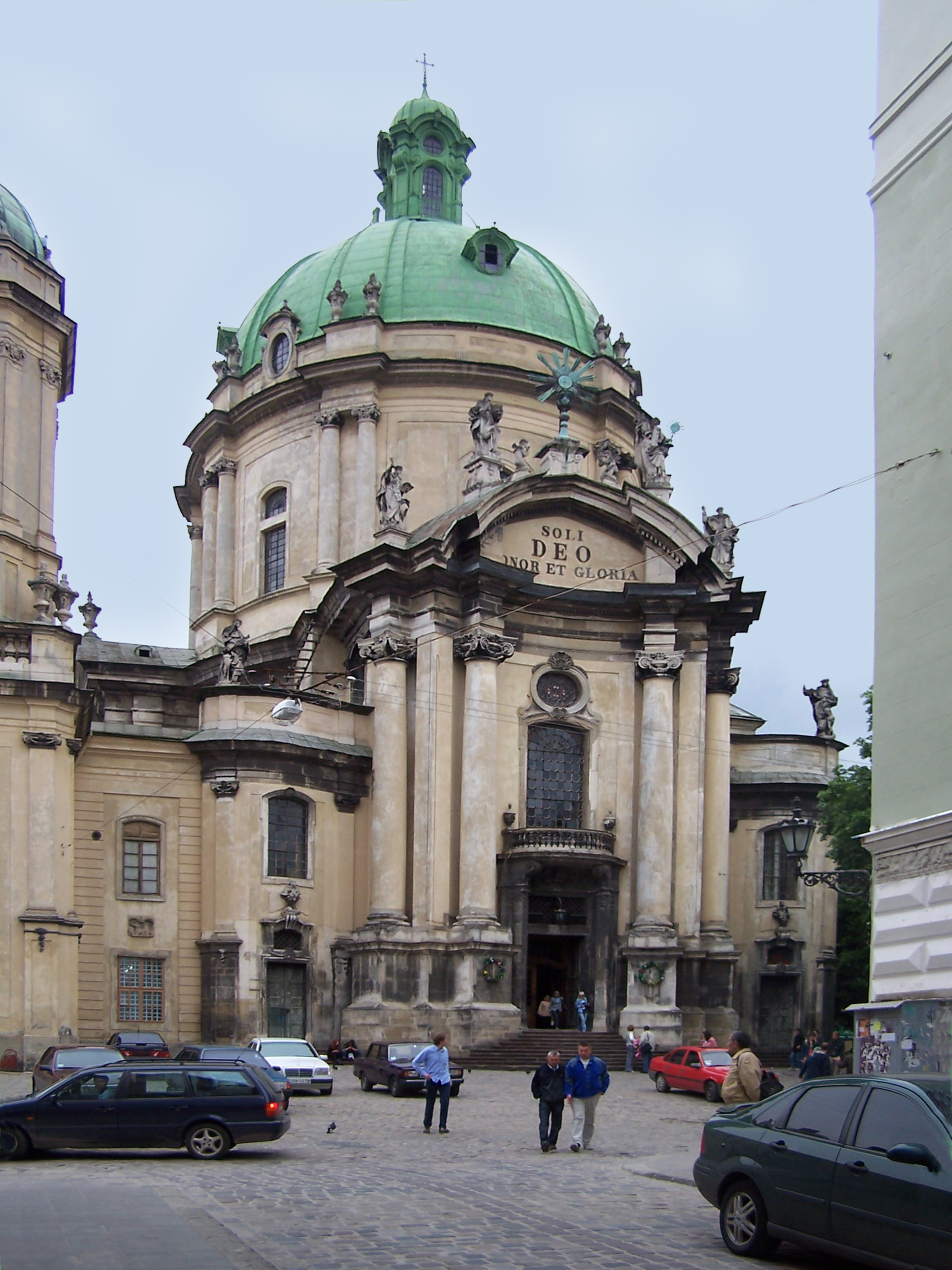
Dominikanerkirche, Lemberg: Fassade.
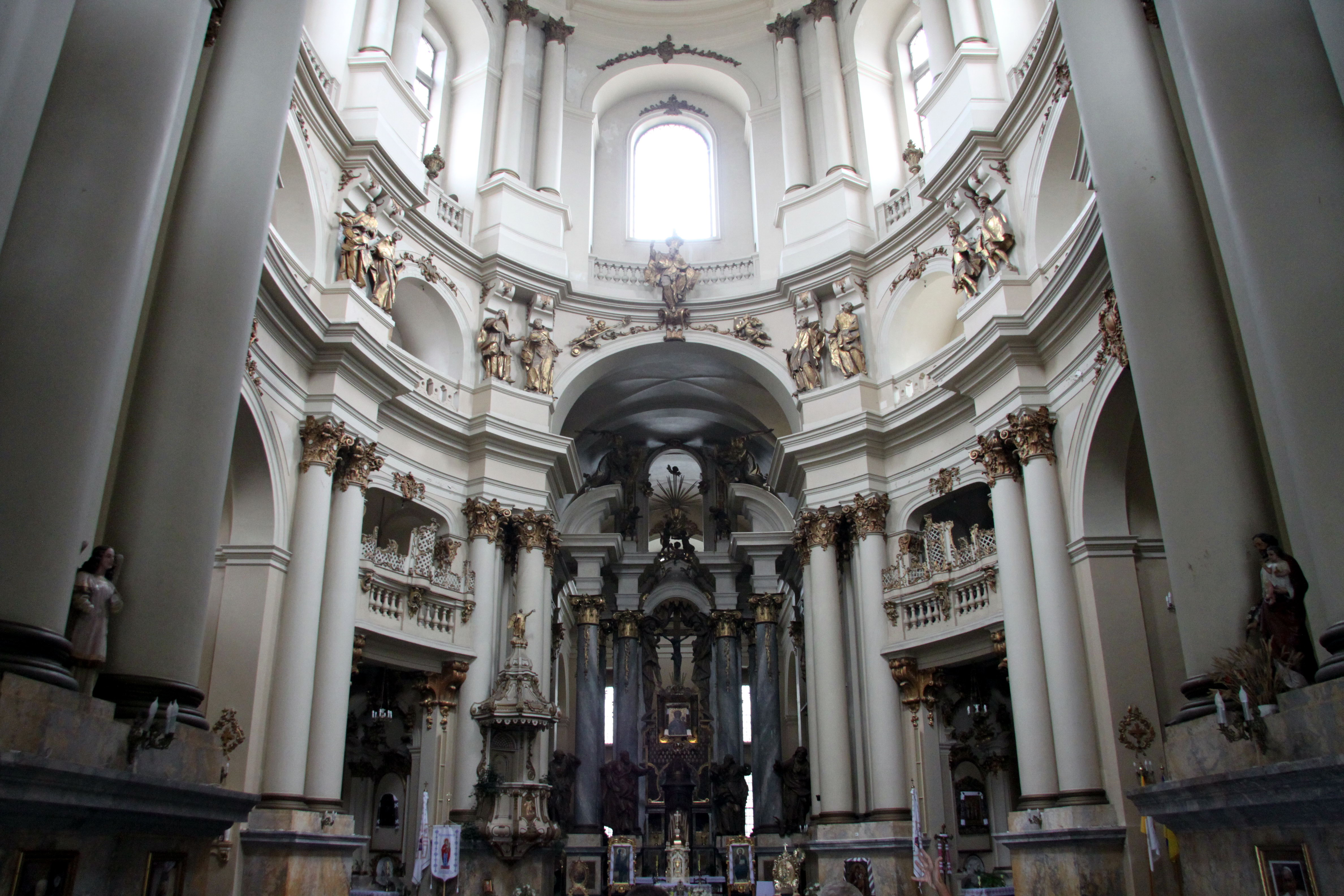
Dominikanerkirche, Lemberg: Innenansicht.
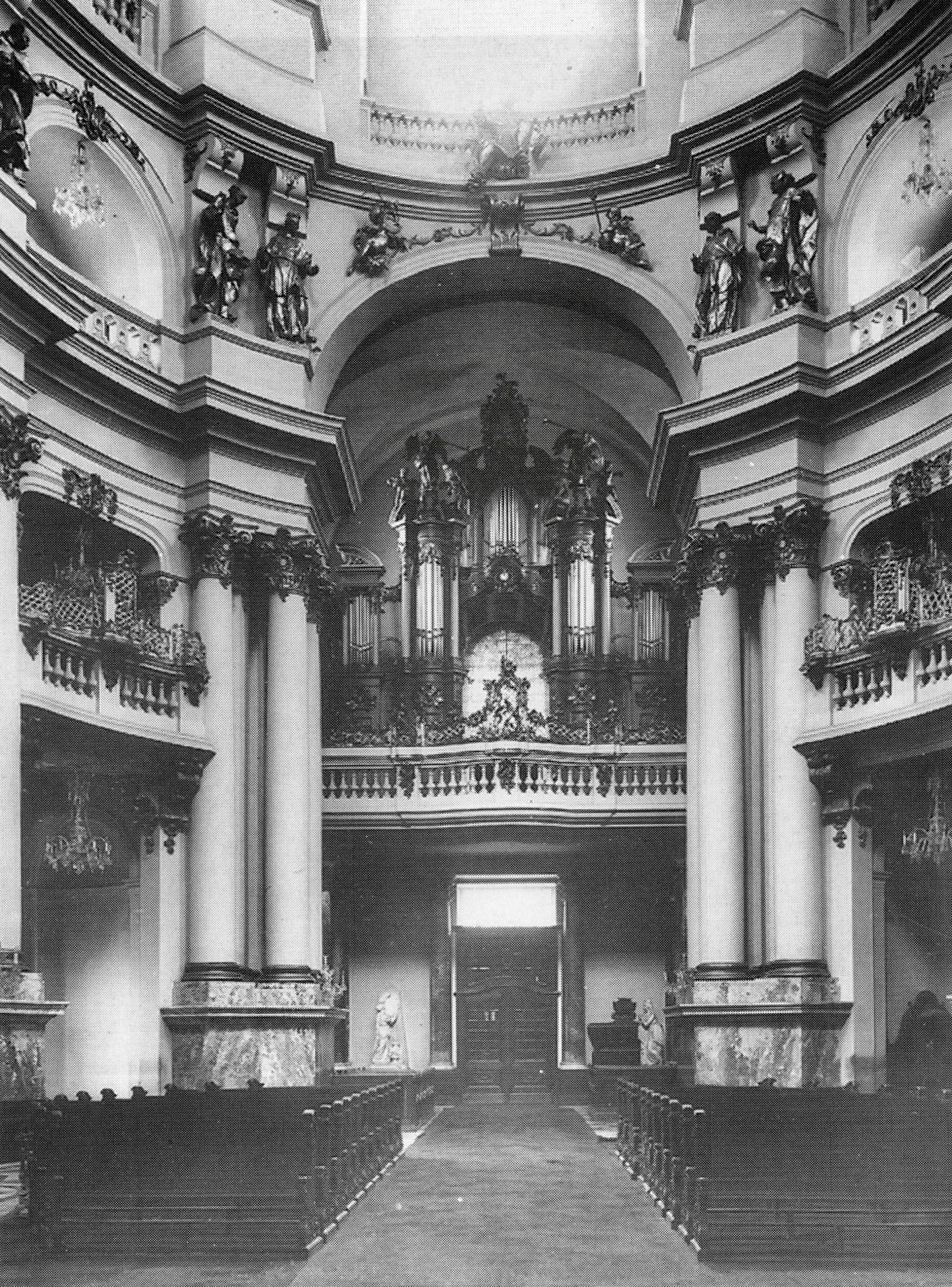
Dominikanerkirche, Lemberg: Orgelempore (1916).
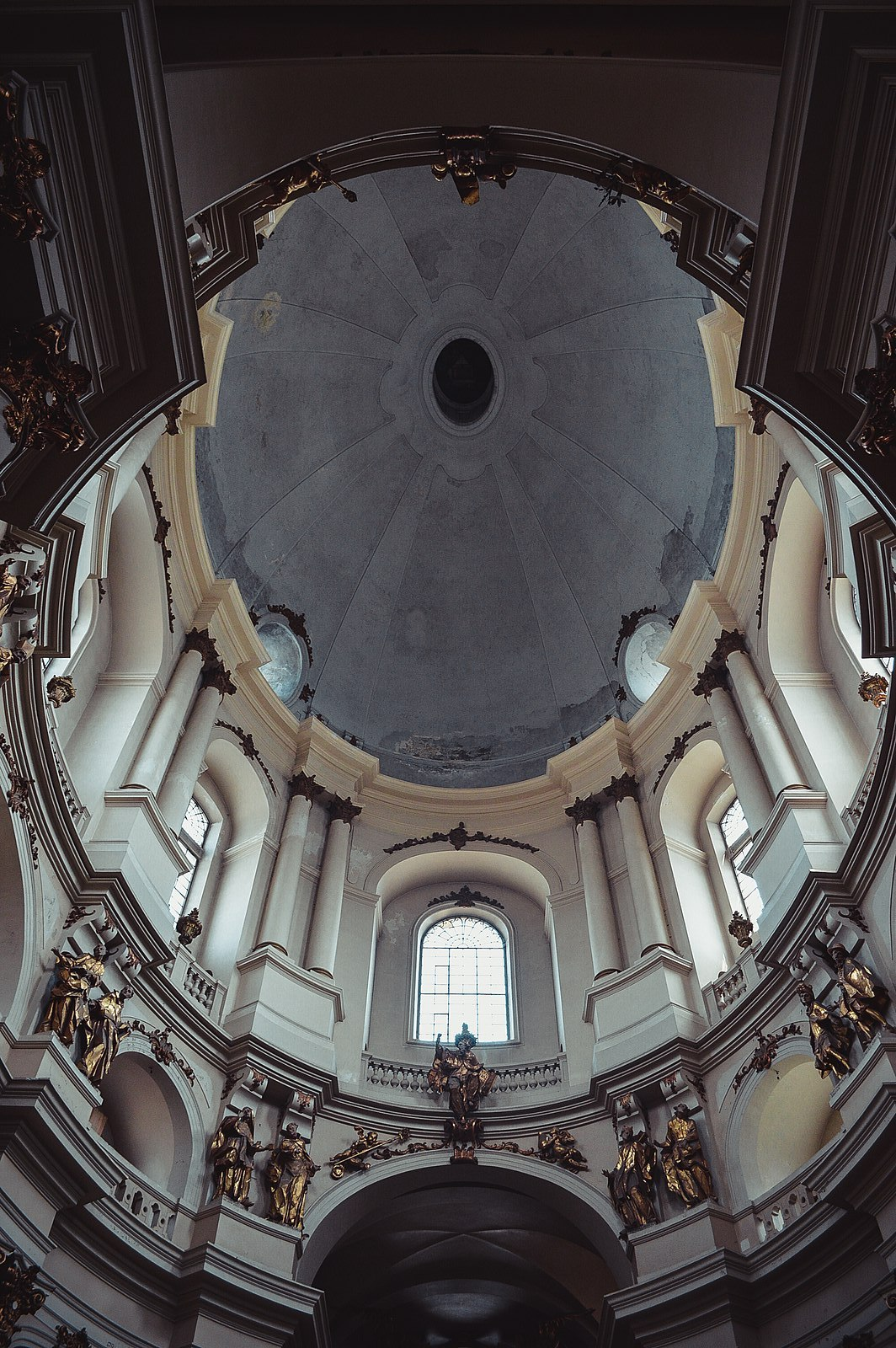
Dominikanerkirche, Lemberg: Kuppel.
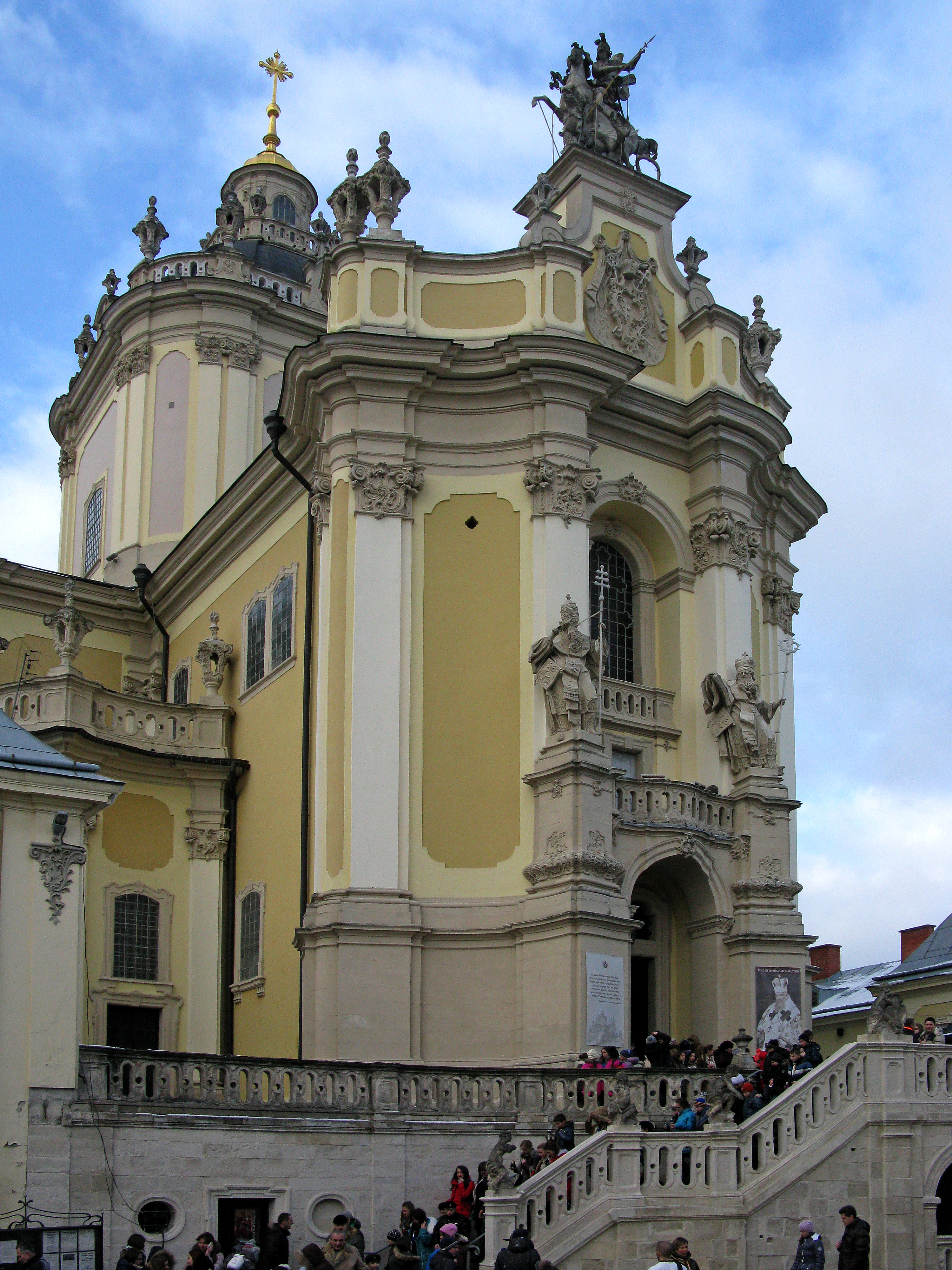
Bernard Meretyn: Sankt-Georgs-Kathedrale, Lemberg.
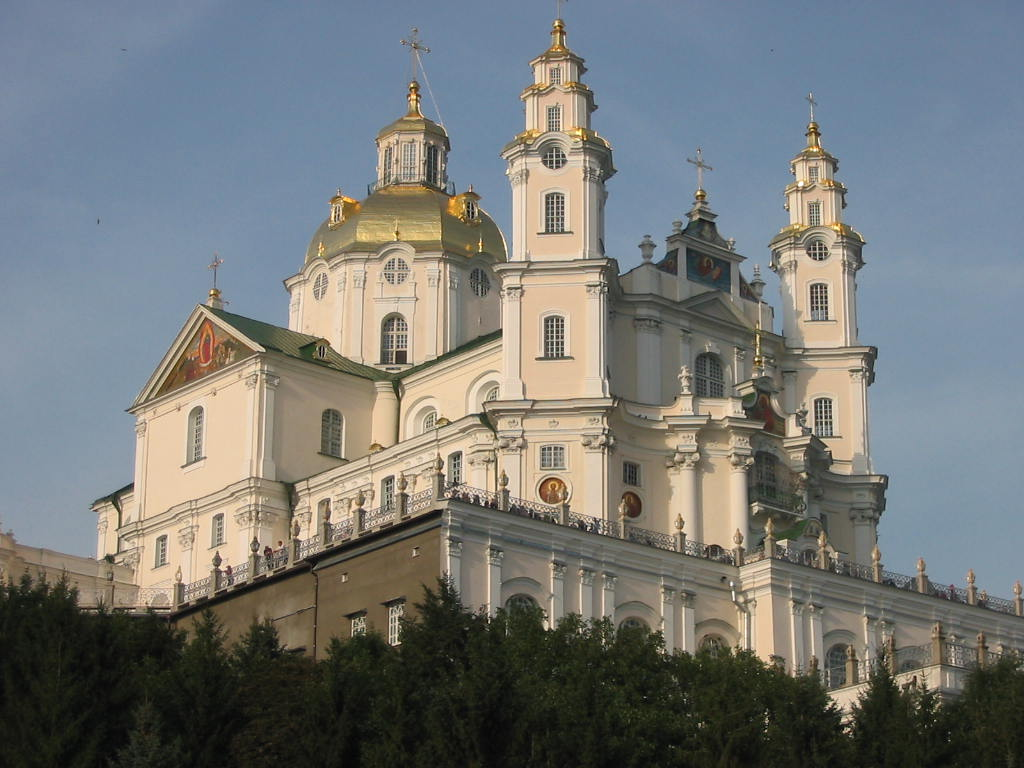
Gottfried Hoffmann: Mariä-Entschlafens-Kathedrale, Potschajiw.
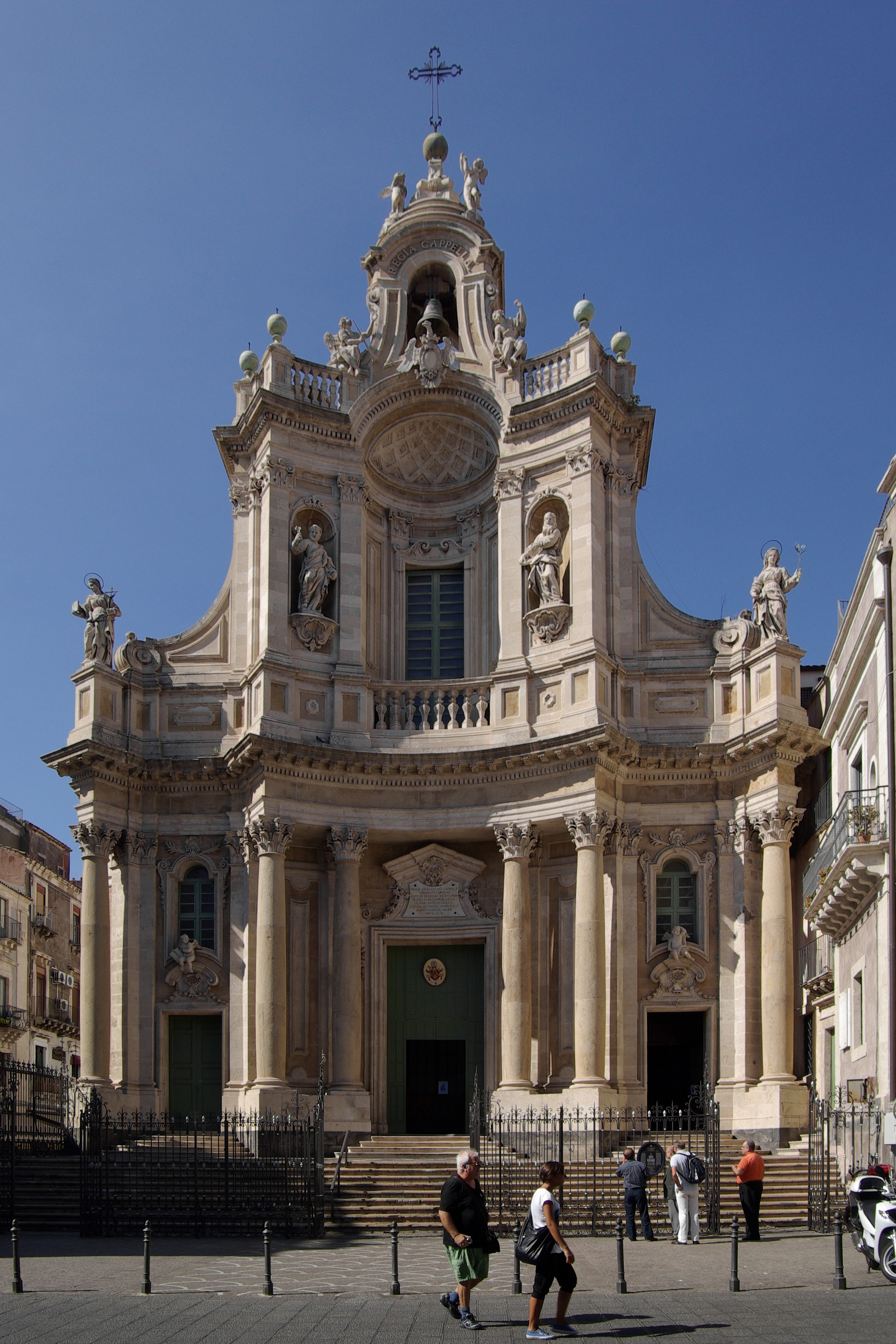
Stefan Ittar: Collegiata, Catania.
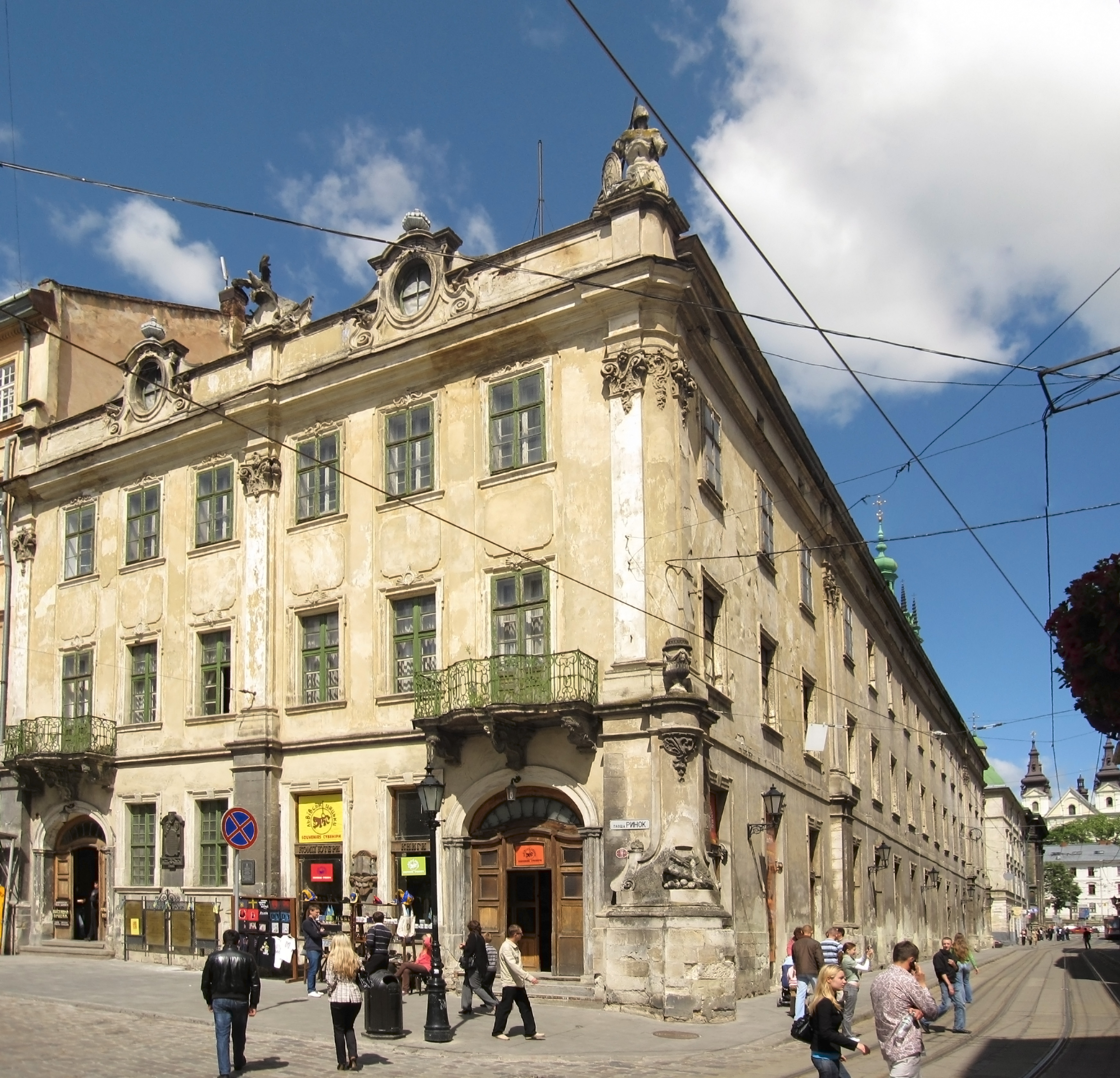
Lubomirski-Palast, Lemberg.
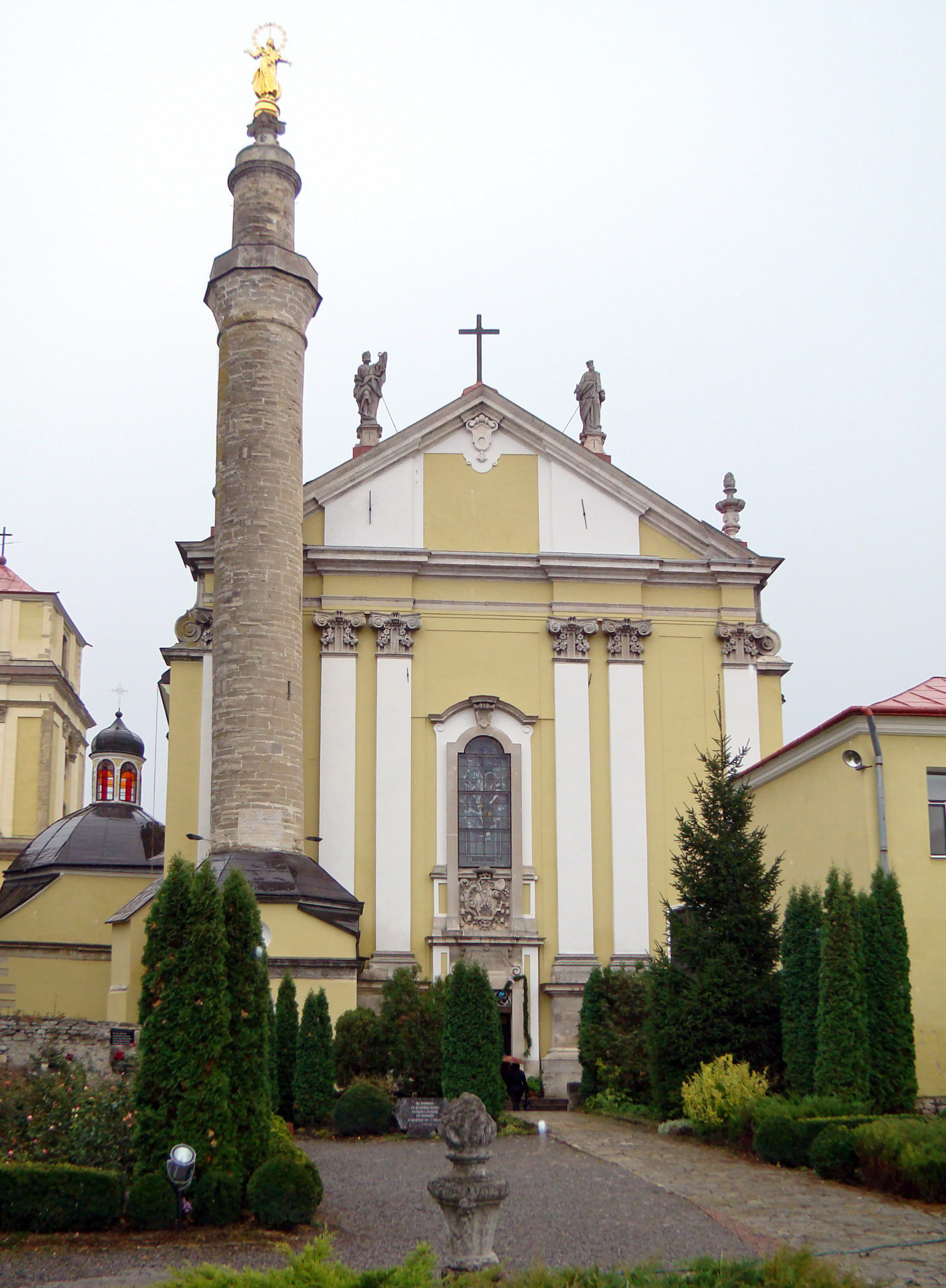
Kathedrale mit Mariensäule (Minarett), Kamjanez-Podilskyj.
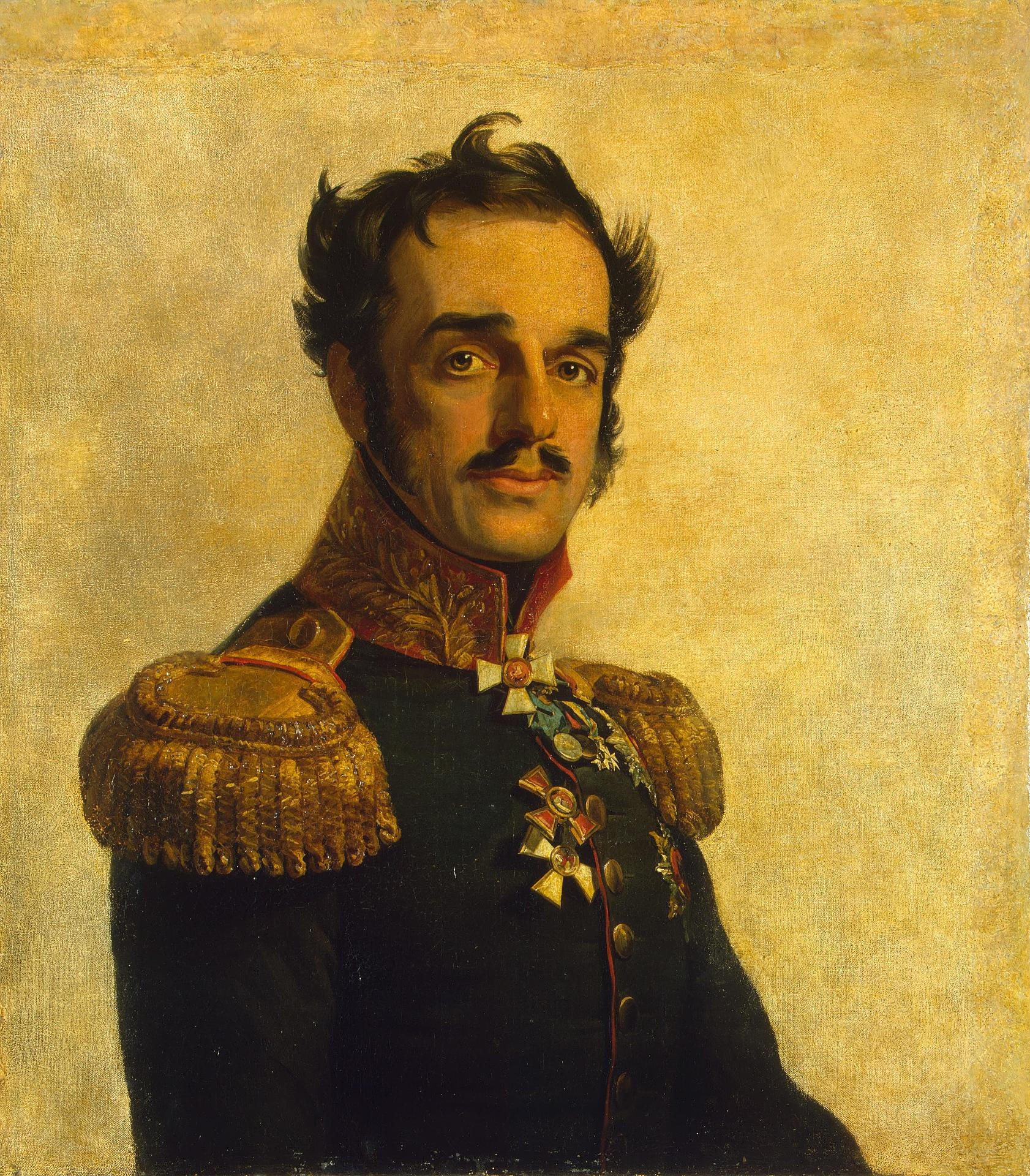
George Dawe: Wittes Enkel Jan (1823–1825).
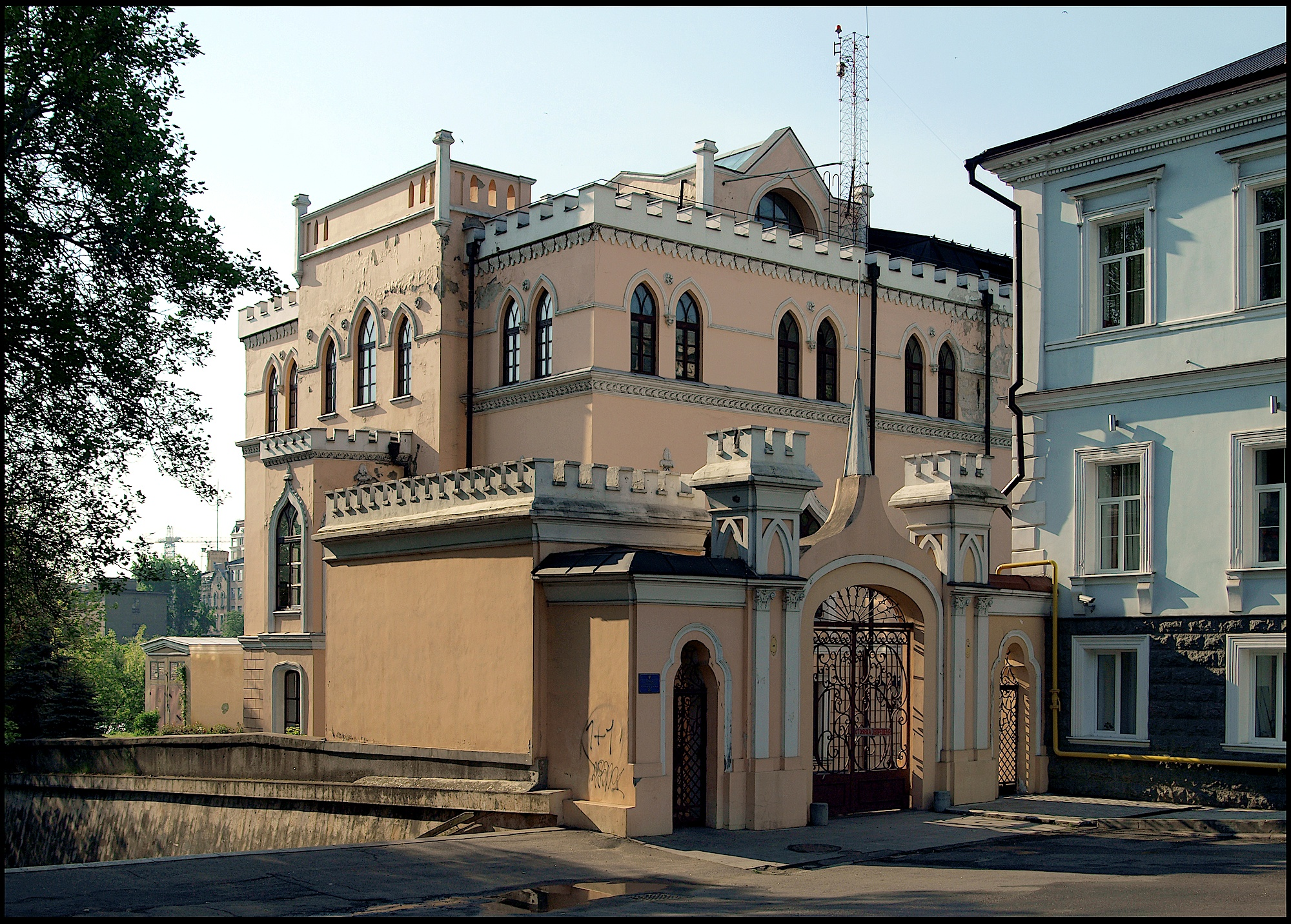
Palais Witte, Odessa.